# 富拉尔基站
富拉尔基站，位于中华人民共和国黑龙江省齐齐哈尔市富拉尔基区，是滨洲铁路上的火车站，建于1900年。由哈尔滨铁路局齐齐哈尔车务段管辖，目前为工业站，除办理普通客货运业务外还负责办理本站到发煤炭车底的取送作业。

## 歷史
富拉尔基站建于1900年，位于嫩江大桥西侧，于1903年7月通车。当时车站名为“45号小站”，为中东铁路五等站，设有3条到发线和1条货物线，后更名为富拉尔基站。满洲国时期车站新建通往关东军仓库和小松制材所的专用线1条:204。
于1953年实施的一五计划中，车站在西侧新建2条股道以连接北满钢铁工业站，1956年7月升为三等站。1957年4月车站新建东场，于1958年投入使用。随着客货运量的增长，1964年车站升为二等站，1985年11月29日又升为一等站:204。

## 车站结构

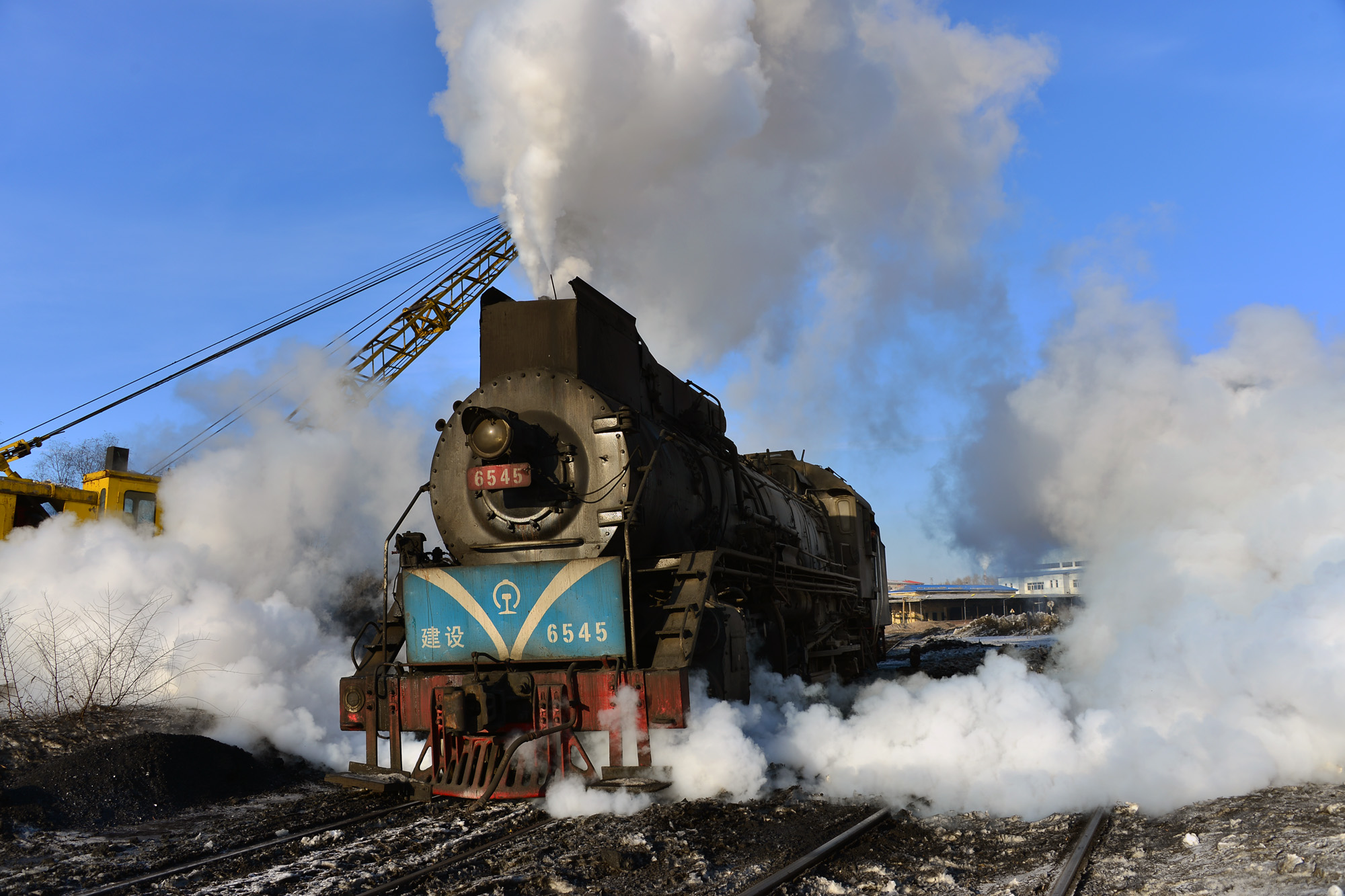
富拉尔基第二发电厂的建设型蒸汽机车（2012年）

富拉尔基站目前设有东场（客场）、西场和南场三个站场。客运站场为东场，位于红岸大街北端，建于1957年。东场办理客运和行包业务，站房建筑面积2425平方米，共有二层，其中旅客使用面积1221平方米；设有6条到发线和2座长480米的旅客站台，宽度分别为20米和18米，由一座地下通道连接。货场设有4条装卸线和2座仓库:206。
西场位于向阳大街南侧，东场西侧450米处，办理货物列车的到发和解编业务。西场设有7条到发线（含2条正线和1条客车到发线）和6条调车线，另设有2条站修线和2条机车整备线:206。
南场为富拉尔基第二发电厂和黑龙江玻璃厂的交接站，位于西场西南侧4.5公里处，通过长6公里的牵出线与西场连接。南场设有11条交接线:206，其中玻璃厂3条。

## 車站周邊
- 红岸体育场
- 名仕酒店
- 齐齐哈尔医学院第一附属医院
- 红岸公园

## 外部連結
- 中国铁路客户服务中心（页面存档备份，存于）

47°12′31″N 123°38′25″E / 47.2087°N 123.6403°E